# Licteur
Dans la Rome antique, les licteurs (en latin classique : lictor, -oris au singulier, lictores, -orum au pluriel) constituent l'escorte des magistrats qui possèdent l'imperium, c'est-à-dire le pouvoir de contraindre et de punir. Après la République romaine, d'autres personnages officiels sont accompagnés de licteurs.
Les licteurs sont chargés de protéger et d'exécuter les décisions coercitives des magistrats. Leur attribut principal, le faisceau de verges entourant une hache, est leur instrument de contrainte : soit pour une punition corporelle (avec les verges), soit pour une mise à mort par décapitation (avec la hache).

## Des gardes du corps

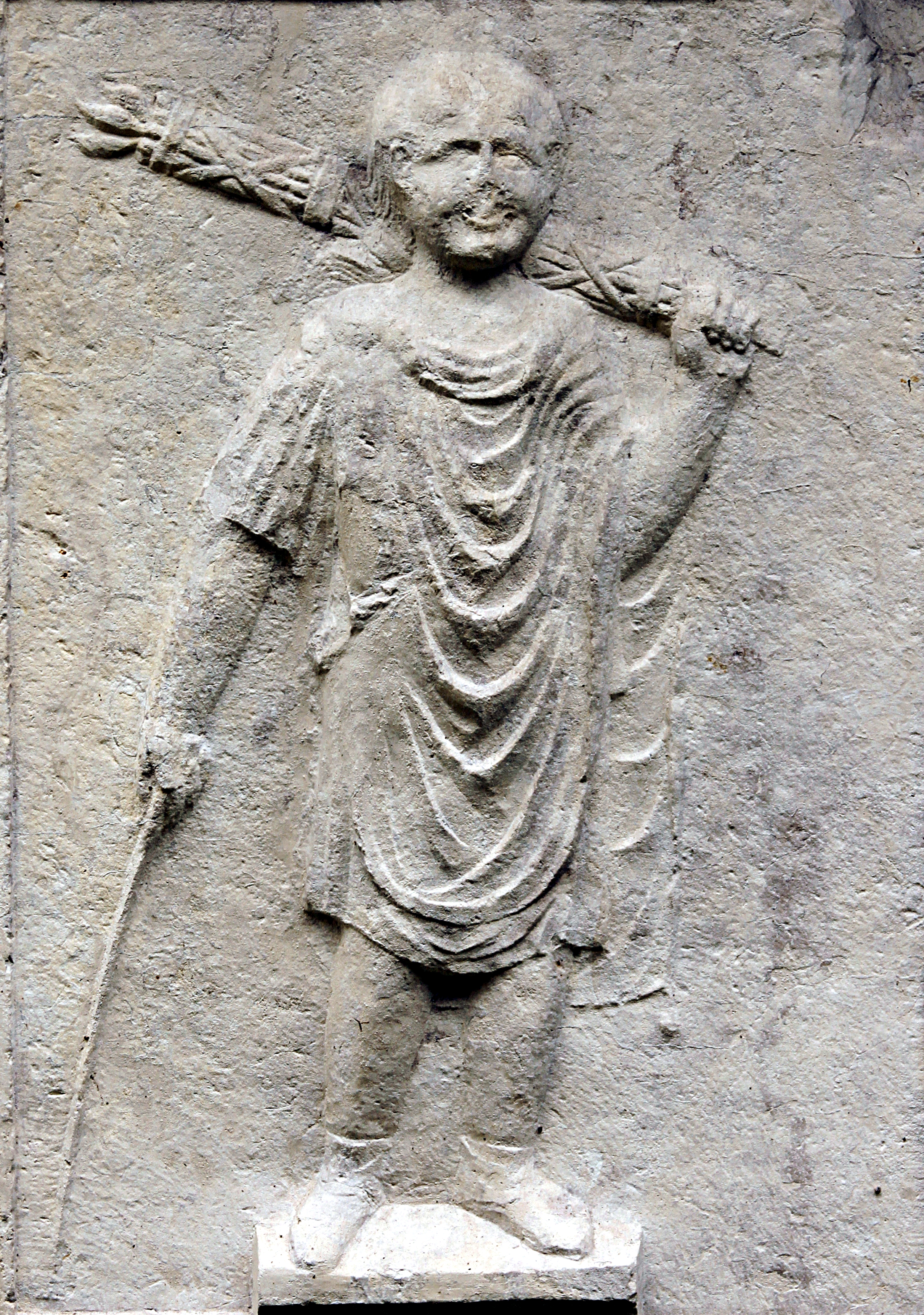
Licteur portant un faisceau; relief exposé au musée archéologique de Vérone.

Les licteurs trouvent leur origine dans la Rome royale, qui l'a peut-être copiée des Étrusques : selon Silius Italicus, les licteurs et les faisceaux seraient d’origine étrusque, et auraient été introduits par la cité de Vetulonia (en étrusque Valtuna, actuellement Poggio Colonna, près de Grosseto). Cette assertion semble confirmée par la découverte dans un ancien tombeau étrusque de Vetulonia (dit « tomba del littore ») des restes d’un faisceau, d’où émergeait une hache à deux fers. L’interprétation de cet unique vestige à la lumière d’un texte ancien est de nos jours considérée avec prudence.
Le nombre de licteurs précédant chaque magistrat varie en fonction de son importance : deux pour les édiles curules, six pour le préteur (deux seulement à Rome), douze pour chaque consul. Le dictateur rassemble les licteurs des deux consuls, soit vingt-quatre au total.

### Recrutement
Leur recrutement est incertain : il est sûr qu'il ne se faisait que parmi les hommes libres, peut-être uniquement parmi la plèbe. En tout cas, les licteurs étaient tous citoyens romains, car ils portaient la toge à l'intérieur du pomœrium, l'enceinte sacrée de Rome.
Ils étaient choisis en raison de leur physique à la hauteur de la tâche, soit par le magistrat, soit tirés au sort. Ils recevaient un fort salaire (600 sesterces à la fin de la République), étaient exemptés du service militaire, et organisés en collèges.

### Tâches des licteurs
Les licteurs marchent en file un par un, et précèdent le magistrat qu'ils accompagnent, lui ouvrant un passage dans la foule romaine. Tite-Live dans son Histoire romaine rapporte plusieurs occasions où le magistrat donne ordre à ses licteurs de se saisir d'un contestataire ou d'un récalcitrant. Les licteurs lui arrachent alors ses vêtements et le battent avec leurs verges.
Lorsque deux magistrats se croisent, les licteurs du magistrat de rang inférieur abaissent leurs faisceaux, en signe de respect. Ils procèdent de même s'ils croisent le chemin d'une vestale. Ce geste d'abaisser les faisceaux n'est toutefois pas connu avec précision ; en l'absence de représentation, on ne peut que faire des hypothèses : il est peut-être exécuté de façon similaire à l'actuel « Salut des drapeaux devant un chef de l'État » qui sont inclinés lors de son passage dans un défilé.
Quand ils sont à l'intérieur de Rome, le fer de la hache que comprennent leurs faisceaux est caché, et il est apparent lorsqu'ils quittent le pomœrium de l'Urbs.

## Les licteurs sous l'Empire
À la fin de la République, les licteurs sont remplacés dans leur rôle de protection par une garde militaire plus nombreuse qui préfigure la garde prétorienne. Ils conservent un rôle de distinction honorifique pour les magistrats, et les notables.
Octave-Auguste comme triumvir dispose de 24 licteurs, autant qu'un dictateur. Puis en tant que consul en 33 av. J.-C., puis chaque année de 31 av. J.-C. à 23 av. J.-C., il bénéficie des douze licteurs traditionnels. Après 23 av. J.-C., il ne revêt pas le consulat, mais il reçoit néanmoins en 19 av. J.-C. le droit permanent d'avoir les douze licteurs, à Rome et à l'extérieur. Sous Domitien, l'empereur s'octroie 24 licteurs,.
Les magistrats et les proconsuls conservent sous l'Empire le même nombre de licteurs, tandis que les titulaires des nouvelles fonctions impériales en reçoivent selon leur importance et lorsqu'ils exercent hors de Rome : deux pour les magistrats de rang prétorien ou consulaire (curateurs, préfet de la Ville, préfet du Trésor de Saturne, préfet du Trésor militaire), cinq pour les légats propréteurs, tandis que les proconsuls en ont six.
Cette distinction est étendue aux vestales à la fin de la République précédées d'un licteur, puis sous l'Empire aux seviri augustales, les prêtres du culte impérial, qui sont précédés dans leur déplacement par un licteur.